# Loyset Liédet
Loyset Liédet (Hesdin, 1420 – dopo 1479 o 1484) è stato un pittore, miniatore e illustratore olandese che gestì un laboratorio di una certa importanza.

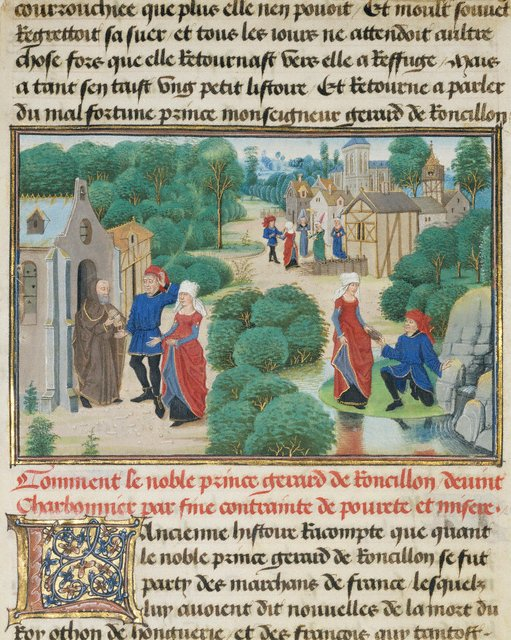
Loyset Liédet - Gerard and Bertha Find Sustenance at a Hermitage, Tempera a colori, foglia d'oro, e vernice dorata su pergamena, Getty Museum, scritto 1463 -1465; miniato 1467 - 1472

Sebbene abbia avuto molto successo e sia stato patrocinato dai principali collezionisti dei suoi tempi, il suo lavoro non raggiunse gli standard dei suoi migliori contemporanei fiamminghi, con i quali collaborò spesso a commissioni di grandi dimensioni.

## Biografia
Liédet era un artista prolifico proveniente da Hesdin in Artois. Tra il 1454 e il 1460 lavorò a Hesdin dove produsse 55 miniature per "La Fleur des Histoires" di Jean Mansel, su commissione di Filippo III di Borgogna. Lavorò anche per Carlo I di Borgogna. Nei suoi primi lavori, venne influenzato da Simon Marmion. Dopo il 1467 era presente a Bruges, dove era membro della Corporazione di San Luca elencato come un illustratore. Con ogni probabilità continuò a lavorare a Bruges fino al 1479. Si pensò a lungo che Liédet fosse morto intorno al 1479, la data dell'ultima sua menzione negli archivi di Bruges. Tuttavia una recente ricerca di Dominique Vanwijnsberghe negli archivi di Lilla mostra che Liédet e suo fratello Huchon (o Husson) erano ancora elencati negli archivi di quella città nel 1483 e nel 1484.